# Korkino
Korkino (rusky Коркино) je město v Čeljabinské oblasti v Ruské federaci. Při sčítání lidu v roce 2010 mělo přes osmatřicet tisíc obyvatel.

## Poloha
Korkino leží na východní straně Jižního Uralu na Čumljaku, přítoku Selezjanu. Od Čeljabinsku, správního střediska oblasti, je vzdáleno přibližně dvaačtyřicet kilometrů jižně.

## Dějiny
Korkino bylo založeno v roce 1746. Významný rozvoj nastal v 30. letech 20. století v souvislosti s ložisky hnědého uhlí.
Od roku 1942 má Korkino status města.

### Rodáci
- Anatolij Nikolajevič Bukrejev (1958–1997), kazachstánský horolezec
- Jelena Borisovna Skrynniková (* 1961), podnikatelka a politička
- Dmitrij Rafailevič Šarafutdinov (* 1986) sportovní lezec
- Georgij Alexandrovič Belousov (* 1990), hokejista
- Artěmij Sergejevič Panarin (* 1991), hokejista